# Bandera de Castellar del Vallès
La bandera oficial de Castellar del Vallès té la següent descripció:
Bandera apaïsada, de proporcions dos d'alt per tres de llarg, tricolor horitzontal groga, vermella i blanca.

## Història
Fou aprovada per la Generalitat el 12 de desembre de 2014 i publicada al DOGC el 5 de gener de 2015 amb el número 6782.